# Canberra (cratera)
Canberra é uma cratera marciana. Tem como característica 3 quilômetros de diâmetro. Deve o seu nome a Canberra, a capital da Austrália.